# Tencent
Tencent Holdings Limited (tiếng Trung: 腾讯控股有限公司; bính âm: Téngxùn kònggǔ yǒuxiàn gōngsī ) hay là Tencent (tiếng Trung: 腾讯; bính âm: Téngxùn) là một công ty cổ phần đầu tư Trung Quốc với các công ty con cung cấp dịch vụ truyền thông, giải trí, Internet và dịch vụ giá trị gia tăng điện thoại di động, và hoạt động các dịch vụ quảng cáo trực tuyến tại Trung Quốc. Tập đoàn này sở hữu mạng xã hội WeChat với hơn 1 tỷ người sử dụng. Trụ sở chính của công ty ở Nam Sơn, Thâm Quyến, Quảng Đông, Trung Quốc.
Ngày 21/11/2017 Tencent đã được định giá 523 tỉ USD, hơn Facebook 1 tỉ USD. Đồng thời hãng quản lý mạng xã hội WeChat cũng đánh bại cả Alibaba để trở thành công ty Trung Quốc đầu tiên cán mốc 500 tỉ USD về giá trị thị trường.
Tencent là nhà cung cấp trò chơi điện tử lớn nhất thế giới, đồng thời là một trong những công ty có giá trị tài chính cao nhất.Các dịch vụ của Tencent bao gồm mạng xã hội, âm nhạc, thương mại điện tử, trò chơi di động, dịch vụ internet, hệ thống thanh toán, điện thoại thông minh và trò chơi trực tuyến nhiều người chơi.

## Lịch sử hình thành
Người sáng lập ra Tencent là Mã Hóa Đằng, biệt danh "PonyMa", và ông là người đàn ông giàu nhất Trung Quốc, với tổng tài sản khoảng 50 tỉ USD, ông trở thành cái tên được quan tâm nhiều nhất trong giới công nghệ toàn cầu hiện nay. Năm 1993, ngay sau khi tốt nghiệp Đại học Thâm Quyến với bằng khoa học máy tính, ông Ma làm việc trong lĩnh vực kinh doanh máy nhắn tin. Tuy nhiên, chỉ năm năm sau khi rời trường đại học, ông đã thành lập Tencent và bắt đầu tập trung vào nền tảng truyền thông với mục đích làm cho Tencent thành công ty công nghệ hàng đầu.
Những ngày đầu hoạt động của Tencent không hề suôn sẻ khi thường bị xem là một bản sao và vướng phải cáo buộc sao chép các sản phẩm phương Tây, tìm cách làm cho chúng thích nghi với thị trường Đại lục. Ví dụ, nền tảng nhắn tin máy tính của Tencent được cho là giống với sản phẩm tương tự của AOL, một công ty cung cấp dịch vụ internet toàn cầu có trụ sở tại Mỹ. Nhưng sau đó, Tencent đã có một cuộc "tấn công vàng" với WeChat, ứng dụng nhắn tin di động đang được sử dụng bởi gần 1 tỉ người, chủ yếu là ở Trung Quốc. Song, WeChat không chỉ là tin nhắn, nó còn phục vụ như một hệ sinh thái bao gồm cả mạng tìm kiếm, mạng xã hội và nền tảng thanh toán.

## Tập đoàn lớn thứ 5 toàn cầu
Theo Bloomberg, giới đầu tư đang đổ xô mua cổ phiếu hãng quản lý mạng xã hội lớn của Trung Quốc. Cổ phiếu Tencent tăng 127.5% từ đầu năm 2017, đẩy giá trị thị trường công ty lên khoảng 292 tỉ USD tính đến hết ngày giao dịch 21/11/2017. Song giá cổ phiếu lên cao cũng khiến định giá công ty bay xa. Hiện Tencent được giao dịch ở mức gấp 50 lần so với doanh thu, cao hơn mức trung bình là 30 lần doanh thu trong hai năm qua. Hiện chỉ có bốn công ty lớn hơn Tencent là Apple, Alphabet, Microsoft và Amazon.

## Những mảng kinh doanh của Tencent
WeChat không phải là yếu tố duy nhất khiến các nhà đầu tư hứng thú với Tencent. "Gã khổng lồ" công nghệ Trung Quốc đã mở rộng hoạt động sâu hơn vào các lĩnh vực khác bao gồm trò chơi trên điện thoại thông minh, thanh toán di động và nhạc trực tuyến. Tất cả các mảng kinh doanh này đã giúp Tencent đạt lợi nhuận kỷ lục trong năm 2017. Ngoài ra, Tencent cũng đang đầu tư mạnh vào các công ty công nghệ khác trên thế giới. Được biết, Tencent đang nắm giữ 5% cổ phần của Tesla và 12% cổ phần của Snap, công ty mẹ của ứng dụng SnapChat.

## Sản phẩm và dịch vụ

### Truyền thông xã hội
Ra mắt vào tháng 2 năm 1999,Tencent QQ là ứng dụng đầu tiên và đáng chú ý nhất của Tencent, QQ là một trong những nền tảng nhắn tin phổ biến nhất tại thị trường TQ. Tính đến ngày 31 tháng 12 năm 2010, đã có 647,6 triệu tài khoản người dùng Tencent QQ đang hoạt động. Việc đó Đã đưa Tencent QQ trở thành cộng đồng trực tuyến lớn nhất thế giới vào thời điểm đó. WeChat là một ứng dụng di động với tính năng nhắn tin thoại. Đây là ứng dụng di động xã hội phổ biến nhất ở Trung Quốc và một số cộng đồng người Hoa ở nước ngoài, chẳng hạn như Malaysia.

#### Vốn Đầu tư nước ngoài

Đây là biểu trưng để đại diện cho Tencent QQ.

| Công ty                                               | Đất nước sở hữu | Cổ phần sở hữu | Liên kết                    |
| ----------------------------------------------------- | --------------- | -------------- | --------------------------- |
| Funcom                                                | Na Uy           | 100%           | [ 16 ] [ 17 ]               |
| Leyou (Athlon Games, Digital Extremes, Splash Damage) | Hồng Kông       | 100%           | [ 18 ] [ 19 ]               |
| Riot Games                                            | Hoa Kì          | 100%           | [ 20 ]                      |
| Sharkmob                                              | Thụy Điển       | 100%           | [ 21 ]                      |
| Sumo Group                                            | UK              | 100%           | [ 22 ] [ 23 ]               |
| Turtle Rock Studios                                   | Hoa Kì          | 100%           | [ 24 ]                      |
| Wake Up Interactive (Soleil, Valhalla Game Studios)   | Hồng Kông       | 100%           | [ 25 ]                      |
| Inflexion Games                                       | Canada          | 100%           | [ 26 ]                      |
| 1C Entertainment                                      | Ba Lan          | 100%           | [ 27 ]                      |
| Supercell                                             | Phần Lan        | 84%            | [ 28 ]                      |
| Grinding Gear Games                                   | New Zealand     | 80%            | [ 29 ] [ 30 ] [ 31 ]        |
| Epic Games                                            | Hoa Kì          | 40%            | [ 32 ]                      |
| Pocket Gems                                           | Nhật Bản        | 38%            | [ 33 ]                      |
| Sea Ltd (Garena)                                      | Singapore       | 20%            | [ 34 ] [ 35 ] [ 36 ] [ 37 ] |
| Dontnod Entertainment                                 | Pháp            | 22.63%         | [ 38 ]                      |
| Bloober Team                                          | Ba Lan          | 22%            | [ 39 ]                      |
| Marvelous (G-Mode, Xseed Games)                       | Nhật Bản        | 20%            | [ 40 ]                      |
| Netmarble                                             | Hàn Quốc        | 17.66%         | [ 41 ]                      |
| Kakao                                                 | Hàn Quốc        | 13.54%         | [ 42 ] [ 43 ]               |
| Krafton (Bluehole Studio)                             | Hàn Quốc        | 13.6%          | [ 44 ]                      |
| Frontier Developments                                 | UK              | 9%             | [ 45 ]                      |
| Kadokawa Corporation (FromSoftware, Spike Chunsoft)   | Nhật Bản        | 6.86%          | [ 46 ] [ 47 ]               |
| Ubisoft                                               | Pháp            | 5%             | [ 48 ] [ 49 ]               |
| Paradox Interactive                                   | Thụy Điển       | 5%             | [ 50 ]                      |
| Remedy Entertainment                                  | Phần Lan        | 3.8%           | [ 51 ]                      |
| Fatshark                                              | Thụy Điển       | Không rõ       | [ 52 ] [ 53 ]               |
| Miniclip                                              | Thụy SĨ         | Không rõ       | [ 54 ]                      |
| Tequila Works                                         | Tây Ban Nha     | Không rõ       | [ 55 ]                      |
| Klei Entertainment                                    | Canada          | Không rõ       | [ 56 ]                      |
| 10 Chambers Collective                                | Thụy Điển       | Không rõ       | [ 57 ]                      |
| Yager Development                                     | Đức             | Không rõ       | [ 58 ] [ 59 ]               |
| Voodoo                                                | Pháp            | Không rõ       | [ 60 ]                      |
| Bohemia Interactive                                   | Cộng Hòa Czech  | Không rõ       | [ 61 ]                      |
| Payload Studios                                       | UK              | Không rõ       | [ 62 ]                      |
| Playtonic Games                                       | UK              | Không rõ       | [ 63 ]                      |
| Riffraff Games                                        | New Zealand     | Không rõ       | [ 64 ]                      |
| Offworld Industries                                   | Canada          | Không rõ       | [ 65 ]                      |
| Discord                                               | Hoa Kì          |                | [ 66 ]                      |
| Roblox Corporation                                    | Hoa Kì          |                | [ 67 ]                      |
| Lockwood Publishing                                   | UK              |                | [ 68 ]                      |
| PlatinumGames                                         | Nhật Bản        |                | [ 69 ]                      |
| Aiming                                                | Nhật Bản        |                | [ 70 ]                      |
| Novarama                                              | Nhật Bản        |                | [ 71 ]                      |